# فرودگاه کاراکسار
فرودگاه کاراکسار (به انگلیسی: Karaksar) یک فرودگاه نظامی است . این فرودگاه در کشور روسیه قرار دارد و در ارتفاع ۶۲۵ متری از سطح دریا واقع شده است.